# Mohamed Fofana
Mohamed Fofana (ur. 7 marca 1985 w Gonesse) – malijski piłkarz pochodzenia francuskiego, który występował na pozycji obrońcy. W latach 2011–2012 reprezentant Mali.
W swojej karierze występował m.in. w takich klubach jak: Toulouse FC, Stade de Reims oraz RC Lens.

## Kariera klubowa
Fofana jest wychowankiem Toulouse FC. Początkowo występował tam w ekipie juniorskiej. Do pierwszej drużyny Toulouse, wówczas występującej w Ligue 1 został przesunięty w sezonie 2004/2005. W barwach drużyny z Tuluzy pierwszy ligowy występ zanotował 2 kwietnia 2005 w wygranym 1-0 meczu z FC Metz. W debiutanckim sezonie rozegrał łącznie trzy spotkania. W sezonie 2006/2007 uplasował się z klubem na trzeciej pozycji w lidze i wywalczył z nim awans do kwalifikacji Ligi Mistrzów. Jego klub został tam jednak pokonany w dwumeczu 5-0 przez Liverpool FC i został przesunięty do Pucharu UEFA, który zakończył na fazie grupowej. 3 maja 2008 Fofana strzelił pierwszego gola w ligowej karierze. Było to w zremisowanym 1-1 pojedynku z Paris Saint-Germain. W sezonie 2008/2009 nadal uczestniczy z klubem w rozgrywkach ekstraklasy.
| Sezon   | Klub           | Kraj    | Rozgrywki | Mecze | Bramki | Rozgrywki Europy                    | Mecze | Bramki |
| ------- | -------------- | ------- | --------- | ----- | ------ | ----------------------------------- | ----- | ------ |
| 2004/05 | Toulouse FC    | Francja | Ligue 1   | 3     | 0      | -                                   | -     | -      |
| 2005/06 | Toulouse FC    | Francja | Ligue 1   | 4     | 0      | -                                   | -     | -      |
| 2006/07 | Toulouse FC    | Francja | Ligue 1   | 7     | 0      | -                                   | -     | -      |
| 2007/08 | Toulouse FC    | Francja | Ligue 1   | 17    | 1      | Liga Mistrzów UEFA Liga Europy UEFA | 2 3   | 0 0    |
| 2008/09 | Toulouse FC    | Francja | Ligue 1   | 38    | 0      | -                                   | -     | -      |
| 2009/10 | Toulouse FC    | Francja | Ligue 1   | 17    | 1      | Liga Europy UEFA                    | 2     | 0      |
| 2010/11 | Toulouse FC    | Francja | Ligue 1   | 21    | 0      | -                                   | -     | -      |
| 2011/12 | Toulouse FC    | Francja | Ligue 1   | 6     | 0      | -                                   | -     | -      |
| 2012/13 | Stade de Reims | Francja | Ligue 1   | 15    | 1      | -                                   | -     | -      |
| 2013/14 | Stade de Reims | Francja | Ligue 1   | 7     | 0      | -                                   | -     | -      |
| 2014/15 | Stade de Reims | Francja | Ligue 1   | 5     | 0      | -                                   | -     | -      |

Stan na: 1 listopada 2014 r.